# 邓斯
邓斯（英語：Duns），是英国苏格兰苏格兰边区的一个城镇。总人口2594（2001年）；2006年人口估计为2710。

## 姊妹城镇
- 扎甘，波兰